# Scolosanthus howardii
Scolosanthus howardii är en måreväxtart som beskrevs av Attila L. Borhidi. Scolosanthus howardii ingår i släktet Scolosanthus och familjen måreväxter. IUCN kategoriserar arten globalt som starkt hotad.
Artens utbredningsområde är Jamaica. Inga underarter finns listade i Catalogue of Life.